# Токмасский
Токмасский — посёлок в Уйском районе Челябинской области России. Входит в состав Беловского сельского поселения.

## География
Посёлок находится в западной части области, в лесостепной зоне, на левом берегу реки Токмасс (приток реки Кумляк), на расстоянии 16 километров по прямой к северо-востоку от села Уйского, административного центра района. Абсолютная высота 369 метров над уровнем моря.
Часовой пояс
Посёлок Токмасский, как и вся Челябинская область, находится в часовой зоне МСК+2. Смещение применяемого времени относительно UTC составляет +5:00.

## Население
| 2002 | 2010 |
| ---- | ---- |
| 164  | ↘145 |

Гендерный состав
По данным Всероссийской переписи населения 2010 года в гендерной структуре населения мужчины составляли 46,9 %, женщины — 53,1 %.
Национальный состав
Согласно результатам переписи 2002 года, в национальной структуре населения русские составляли 86 %.

## Улицы
Уличная сеть посёлка состоит из пяти улиц.